# Barbara Frey (Schauspielerin, 1941)

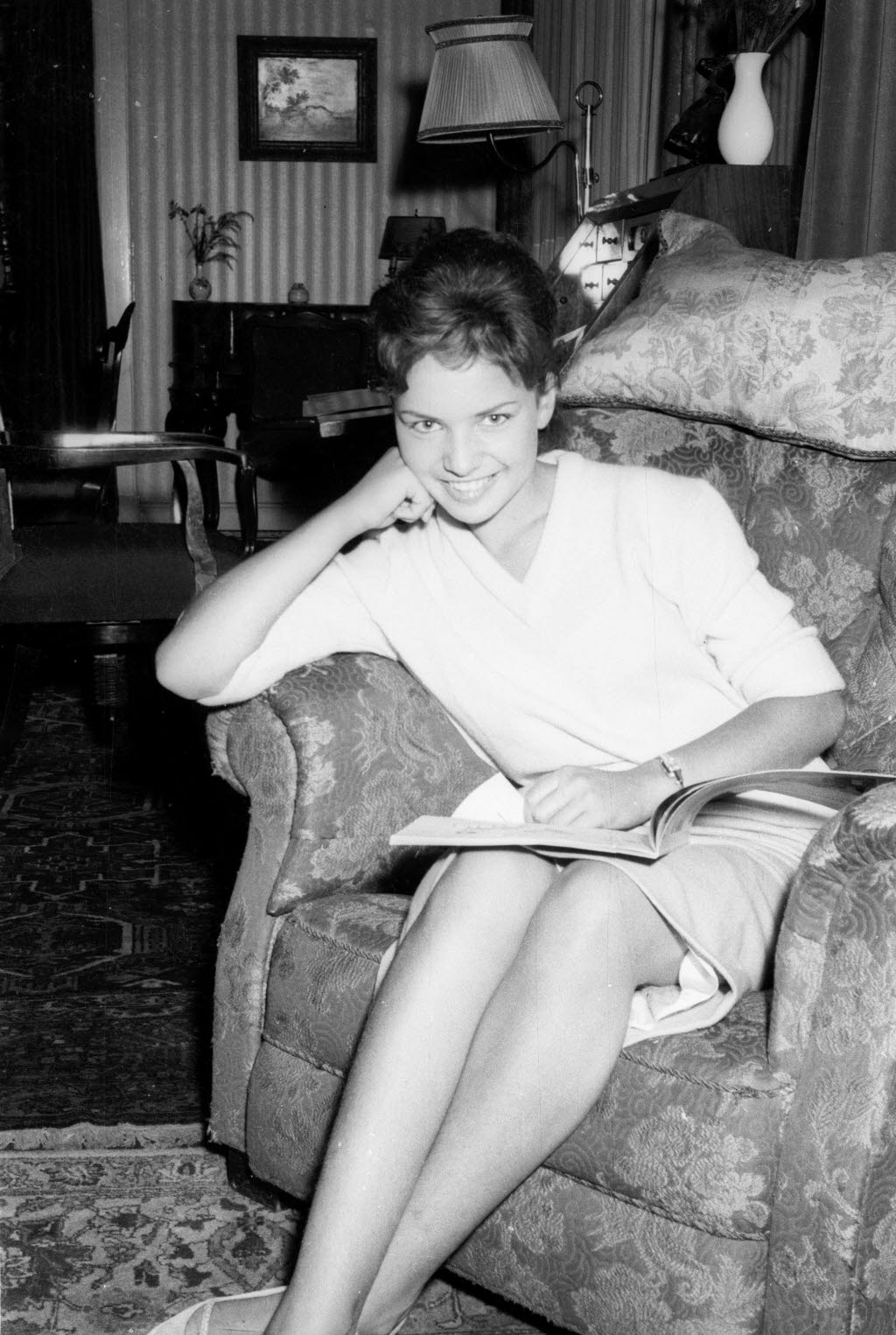
Barbara Frey, 1958

Barbara Frey (* 17. November 1941 in Berlin; gebürtig Barbara Freyde) ist eine deutsche Schauspielerin.

## Leben
Nach einer Schneiderlehre erhielt die kaum Sechzehnjährige aufgrund eines Castings die Hauptrolle in dem Liebesfilm Endstation Liebe. Sie nahm daraufhin Schauspielunterricht bei Marlise Ludwig und spielte zunächst in ähnlich gearteten Produktionen wie Liebe mit zwanzig. Später wirkte sie in verschiedenen Krimis und Abenteuerfilmen mit.
Bei den Dreharbeiten zu dem Western Mögen sie in Frieden ruh’n lernte sie den amerikanischen Schauspieler Mark Damon kennen, den sie 1971 heiratete. Die Ehe hielt nur zwei Jahre. Im Verlauf ihrer weiteren Karriere war Barbara Frey noch in einigen Fernsehfilmen und -serien zu sehen.

## Filmografie
- 1958: Endstation Liebe
- 1959: Die Wahrheit über Rosemarie
- 1960: … und noch frech dazu!
- 1960: Mit 17 weint man nicht
- 1960: … und keiner schämte sich
- 1961: Geständnis einer Sechzehnjährigen
- 1961: Vertauschtes Leben
- 1961: Mann im Schatten
- 1961: Was macht Papa denn in Italien?
- 1962: Ich kann nicht länger schweigen
- 1962: Liebe mit zwanzig
- 1962: Muß i denn zum Städtele hinaus
- 1964: Unsere tollen Tanten in der Südsee
- 1964: Das Haus auf dem Hügel
- 1964: Nachtzug D 106
- 1964: Die hundert Ritter (I cento cavalieri)
- 1965: Brave Diebe (TV)
- 1965: Sie schreiben mit – Die Kur (TV-Serie)
- 1965: Nemo taucht auf (TV)
- 1965: Kopfgeld für Ringo (Uno straniero a Sacramento)
- 1966: Kommissar X – In den Klauen des goldenen Drachen
- 1966: Mögen sie in Frieden ruh’n (Requiescant)
- 1968: Ein Mann namens Harry Brent (Durbridge-Mehrteiler)